# Snogeholms slott
Snogeholms slott i Sövde socken i Sjöbo kommun uppfördes på 1870-talet i fransk barockstil. Slottet består av en huvudbyggnad i två våningar, tre torn i tre våningar och två friliggande envåningsflyglar. Det är numera hotell och restaurang.

## Historia
I Snogeholmssjön, öster om platsen där Snogeholms slott ligger, finns en liten ö kallad Hägerholmen (tidigare Hejerholmen och Heireholm) där det under medeltiden fanns en borg, vilken stod under ärkebiskopen i Lund. På landsidan söder om Hägerholmen har ytterligare en liten förborg legat. Riddaren Holger Gregersen Krognos nämnd 1355 står skriven till Hägerholmen. Hans dotter Holgerd Holgersdatter Krognos, gift med Peder Axelsen Brahe, ärvde borgen varvid den gick vidare i släkten Brahe. Till Hägerholmen hörde stora ladugårdsbyggnader invid stranden på fastlandet. Krognos och Brahes son Peder lade Hägerholmen under godset Krageholm. Vid reformationen 1536 drogs borgen in till danska kronan emedan den eldhärjats, och blev därför inte återuppbyggd.
Namnet Snogeholm uppträder på 1500-talet, då som benämning på en liten skogsgård, troligen belägen på den plats där slottet nu ligger. Gården var bebyggd med ett envåningshus vilket användes som sommarbostad av släkten Brahe på Krageholm.
Genom arv förvärvades godset under 1600-talet av släkterna Marsvin och Bille. Christian Bille lät uppföra en ny huvudbyggnad med två friliggande flyglar omkring 1690. 1714 ärver Catharina Bille Snogeholm gift i första äktenskapet med lundaprofessorn Thomas Ihre, i andra äktenskapet med Nils Langelius, adlad Bildensköld. 1746 övergår godset till Catharinas systerson Carl Johan von Löwen. Av hans brorson såldes det till rådman och riksdagsman Martin Morsing, vars sterbhus 1795 sålde det till greve Carl Gustaf Piper på Sövdeborg.
Det nuvarande slottet uppfördes under 1870-talet av Erik Claes Gustaf Piper. Det har en stil påminnande om fransk barock med en huvudbyggnad i två våningar, två sidotorn och mittorn i tre våningar, samt två friliggande envåningsflyglar. Slottet omgavs av en stor trädgård med växthus och park. Till det dåtida godset hörde 26 gårdar, en kvarn och 42 gatehus. Snogeholm bildade då en by med en stor ladugård, uthusbyggnader, statarbostäder, tegelbruk och smedja.
Kejsar Wilhelm II besökte slottet 1899 och 1902 för att jaga hjort. Godset ärvdes 1894 av grevinnan Amalia Elisabet Piper gift med löjtnant Carl Gösta Gyllensvärd. Omkring 1900 såldes godset till godsägaren och hovjägmästaren Harry Treschow. Omkring 1910 förvärvades det av Gunnar Svensson. Omkring 1920 förvärvades det av Hugo Malmström. År 1926 förvärvade greve Claes Wachtmeister godset. Under åren 1929 till 1936 ägde ett danskt konsortium godset. 1936 styckades tomten med slottet av från godsegendomen, varefter Franklin Hansen med familj kom att äga fastigheten med slottet och omgivande parkområde till 1969.
Slottet var hotell och restaurang från slutet av 1940-talet till 1959. Det blev på nytt under 1960-talet hotell och restaurang. Fastigheten intill köptes av Malmöhus läns landsting och gjordes till Snogeholms strövområde. Slottsfastigheten köptes 1989 av Fred och Eva von Heideken Kristiansen. De sålde 2011 den vidare till Snogeholms gård AB, vilket bolag sedan tidigare ägde jordbruksfastigheten.
I den närbelägna Snogeholmssjön finns en mindre ö som kallas Hägerholmen och där ska den medeltida borgen Heireholm ha legat. Den återuppbyggdes efter en brand på 1500-talet, men förblev ruin efter en andra brand samma sekel.